# Benny Motzfeldt
Benny Anette Berg Motzfeldt, född Berg Nielsen 26 juni 1909 i Åsen i Nord-Trøndelag, död 24 november 1995 i Oslo, var en norsk glas- och bildkonstnär.
Benny Motzfelt var dotter till distriktsläkaren Andreas Berg Nilssen (1876–1952) och Benny Marie Dahl (1878–1955). Hon utbildade sig på grafiklinjen på Statens håndverks- og kunstindustriskole i Oslo 1931–1935. Hon debuterade med akvareller på Høstutstillingen 1936. Hon fick sitt genombrott som glaskonstnär med en utställning 1970 på Röhsska museet i Göteborg, som hon delade med Synnøve Anker Aurdal. 
Benny Motzfelt arbetade som glasformgivare vid Christiania Glasmagasin 1955 och Hadeland Glassverk 1955–1967. Senare var hon konstnärlig ledare vid Randsfjord Glassverk 1967–1970. Hon ledde glashyttan Plus i Fredrikstad från 1970 till 1979. I sin glaskonst experimenterade hon med färg och insmälta element av nät eller metalltråd.
Hon är representerad på designmuseer i Norge, Victoria and Albert Museum i London, Designmuseum Danmark i Köpenhamn och Nationalmuseum i Stockholm. Större delen av hennes verk finns på Nordenfjeldske Kunstindustrimuseum och kan ses i den permanenta utställningen Tre kvinner – tre kunstnere (tillsammans med Hannah Ryggen och Synnøve Anker Aurda]).
Hon var gift första gången 1938–1946 med Odd Sæther, andra gången 1947–1955 med Folke Palm och tredje gången från 1957 med flygmilitären Birger Fredrik Motzfeldt (1898–1987).

## Priser i urval
- Jacobpriset 1969
- St Olavs Orden, riddare av 1:a klass 1985
- Prins Eugen-medaljen 1985
- Anders Jahres kulturpris tillsammans med Halldis Moren Vesaas 1992